# Poșta Română

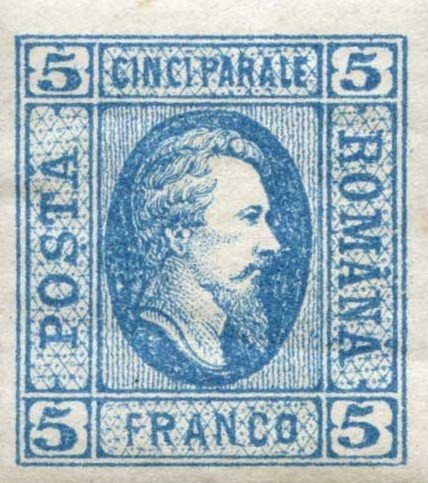
Un francobollo del 1865 della Romania.

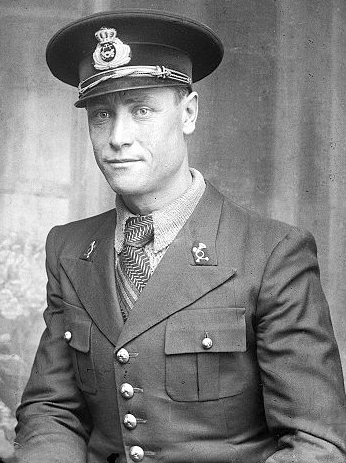
Addetto all'ufficio postale in uniforme intorno al 1931-1941

Compania Națională Poșta Română S.A. (Poșta Română) è l'operatore nazionale di servizi postali e di corriere in Romania, unico fornitore del servizio universale in tutto il paese, a prezzi accessibili a tutti gli utenti e con standard di alta qualità.
Poșta Română è di proprietà dello Stato romeno, rappresentato dal Ministero delle Comunicazioni e delle Società d'informazione (75% del capitale) e di Fondul Proprietatea (25% del capitale).
Poșta Română è stata nominata fornitore esclusivo del servizio universale nel dicembre 2013, da ANCOM (Autorità nazionale per la gestione e il regolamento nelle comunicazioni).
La nomina di Poșta Română come fornitore di servizi universali è stata presa d'ufficio, dato che "in seguito all'annuncio di intenti pubblicato a settembre 2013, nessuna società ha presentato una domanda che soddisfi le condizioni formali e di ammissibilità per essere designata come fornitore di servizi universali nel settore dei servizi postali."
Poșta Română è il più grande operatore del suo genere in Romania e ha una rete territoriale di oltre 5.500 uffici postali.
Poșta Română ha come oggetto di attività:
- A. Servizi postali:
  - I. Servizi postali di base;
  - II. Servizi postali diversi da quelli di base.
- B. Editing, stampa, marketing e francobolli;
- C. Altri servizi relativi a quelli sopra menzionati e qualsiasi altra attività ai sensi della legislazione applicabile.

Poșta Română è l'unico azionista in Romfilatelia - società specializzata nella stampa e nel commercio dei francobolli rumeni.
Alla fine del 2014, Poșta Română aveva oltre 27.000 dipendenti, di cui oltre 11.000 erano fattorini postali.
Nel 2014 Poșta Română ha lanciato una propria compagnia di assicurazione - Insurance Broker Poșta Română, una società giuridicamente distinta autorizzata dalle autorità di vigilanza finanziaria, con socio unico Poșta Română.

## Succursali
Poșta Română è organizzata in 41 uffici postali distrettuali e in due rami, in particolare: Fabbrica di francobolli e Filiale dei servizi espressi. Ci sono sette centri di transito regionali in tutto il paese.

## Galleria d'immagini

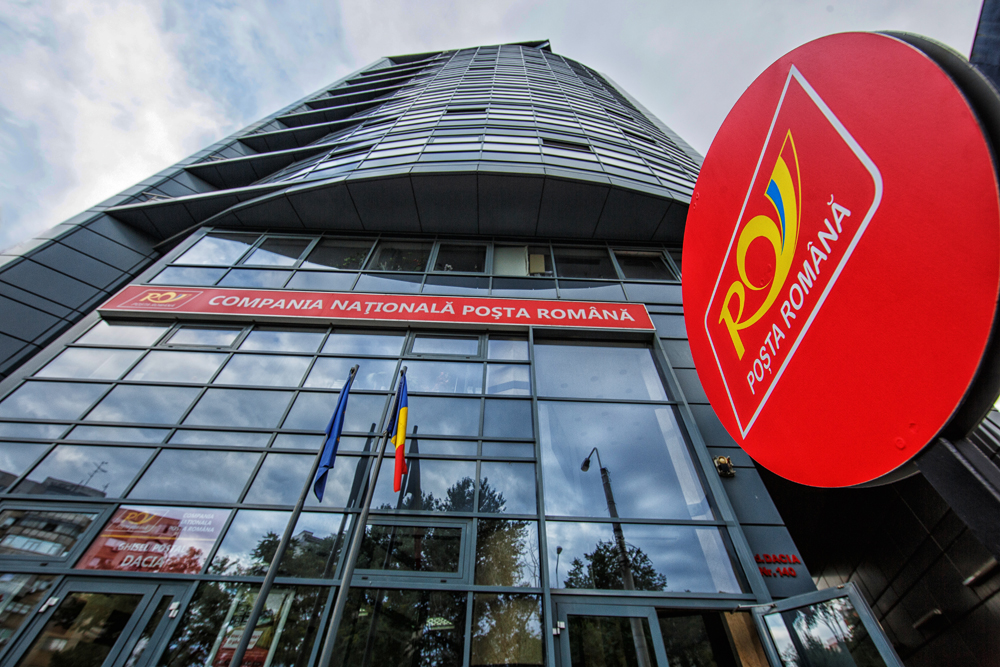
Poșta Română, Sede centrale
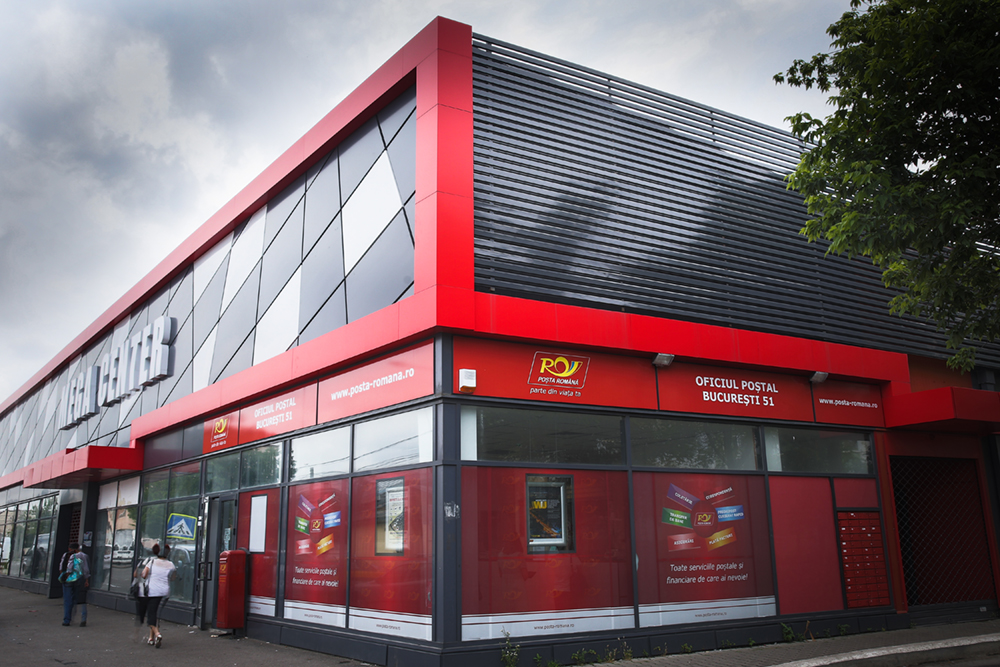
Ufficio postale di Bucarest 51
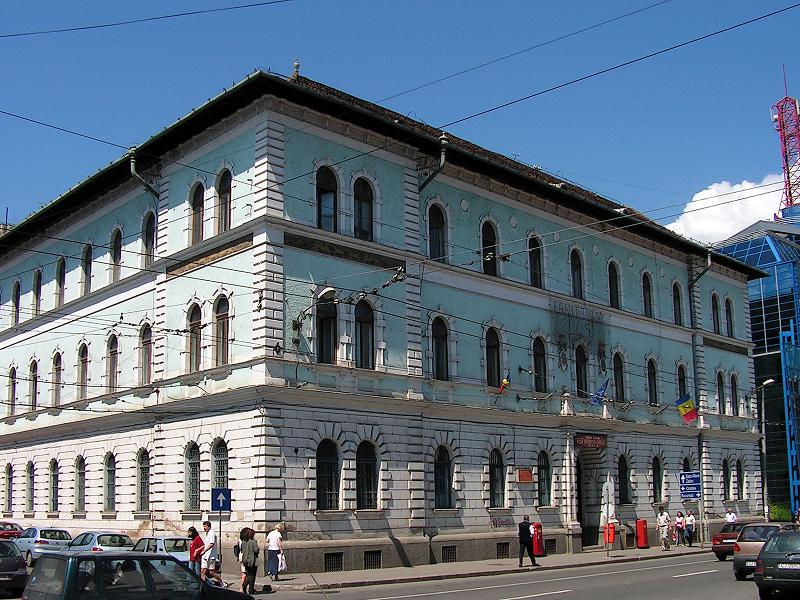
Ufficio postale di Poşta Română, nella città transilvana di Cluj-Napoca